# Віленське намісництво
Ві́ленське намі́сництво (рос. Виленское наместничество) — адміністративно-територіальна одиниця в Російській імперії в 1795 — 1796 роках. Адміністративний центр — Вільно. Створене 1795 року на основі Віленського воєводства. Складалося з 11 повітів. 12 грудня 1796 року об'єднане із Слонімським намісництвом і перетворене на Литовську губернію.

## Повіти
1. Віздинський (Візди)
2. Віленський (Вільно)
3. Вількомирський (Вількомир)
4. Ковненський (Ковно)
5. Ошмянський (Ошмяни)
6. Поневезький (Поневеж)
7. Россенський (Россена)
8. Свенцянський (Свенцяни)
9. Телешський (Телиш)
10. Троцький (Троки)
11. Шавлінський (Шавлі)